# Ahuntsic-Cartierville
Ahuntsic-Cartierville – jedna z dziewiętnastu dzielnic Montrealu. Należy do najstarszych ośrodków osadnictwa na wyspie Île de Montréal, osada Sault-au-Récollet została tu założona już w 1696 roku.
Dzielnica położona jest na północy wyspy Île de Montréal, nad brzegiem rzeki Rivière des Prairies, obejmuje jednak również kilka pobliskich wysp.

## Poddzielnice
Ahuntsic-Cartierville jest podzielone na 9 poddzielnic:
- Cartierville
- La Visitation
- Nicolas-Viel
- Nouveau-Bordeaux
- Saint-Sulpice
- Sault-au-Récollet